# الحملة القوقازية
الحملة القوقازية هي سلسلة من المعارك بين الدولة العثمانية والإمبراطورية الروسية خلال الحرب العالمية الأولى امتدت خلال الفترة من 24 أكتوبر 1914 حتى توقيع العثمانيين للهدنة في 30 أكتوبر 1918. وقد تركزت المعارك ضمن منطقة القوقاز ثم امتدت لتشمل المناطق العثمانية في شرق الأناضول.
توقف التقدم الروسي في أعقاب الثورة الروسية في 23 فبراير 1917، ثم تفكك الجيش القوقازي الروسي واستخدمت قوات الدولة الأرمنية المنشأة حديثًا عوضًا عنه. والتي تضم وحدات متطوعة أرمنية ووحدات غير نظامية كانت في السابق جزءًا من الجيش الروسي. شهدت المنطقة أيضًا خلال عام 1918 إنشاء دكتاتورية بحر قزوين الوسطى، وجمهورية أرمينيا الجبلية، وقوة تدخل تابعة للحلفاء أطلق عليها اسم «قوة دانستر»، وتتألف من قوات من بلاد الرافدين والجبهة الغربية. واجهت الإمبراطورية العثمانية والإمبراطورية الألمانية صراعًا قويًا في باتومي مع وصول البعثة القوقازية الألمانية التي كان هدفها الأساسي تأمين إمدادات النفط.
أنهيت الحملة بين الإمبراطورية العثمانية وروسيا بموجب معاهدة بريست ليتوفسك في 3 مارس 1918، ووقعت الإمبراطورية العثمانية معاهدة باتوم مع أرمينيا وأذربيجان وجورجيا في 4 يونيو 1918. وبالرغم من ذلك استمرت النزاعات المسلحة حيث كانت الإمبراطورية العثمانية ما تزال متورطة في حرب مع ديكتاتورية قزوين الوسطى وجمهورية أرمينيا الجبلية وقوة دانستر التابعة للإمبراطورية البريطانية وانتهى ذلك بتوقيع هدنة مودروس في 30 أكتوبر 1918.
نُفذت الإبادة الجماعية للأرمن خلال هذه الحملة.

## خلفية
كان الهدف الرئيس للإمبراطورية العثمانية هو استعادة الأراضي التي فقدتها في القوقاز، بما في ذلك المناطق التي استولت عليها الإمبراطورية الروسية نتيجة للحرب الروسية التركية في 1877-1878. كانت الأهداف الاستراتيجية للحملة القوقازية للقوات العثمانية هي استعادة أرتوين وأرداهان وقارص وميناء باطوم. كان النجاح في هذه المنطقة يعني انتقال القوات الروسية إلى هذه الجبهة من الجبهتين البولندية والجليقية. فكان للحملة القوقازية تأثير مشتت على القوات الروسية. وجدت الخطة تعاطفًا من ألمانيا. إذ زودت ألمانيا العثمانيين بالموارد المفقودة، واستخدمت القوة البشرية للجيش العثماني الثالث لتحقيق الإلهاء المطلوب. أمل وزير الحرب أنور باشا في أن يسهل نجاح هذه الحملة فتح الطريق إلى تبليسي وما وراءها تزامنًا مع ثورة المسلمين القوقازيين. كان الهدف الاستراتيجي العثماني هو قطع وصول الروس إلى الموارد البترولية حول بحر قزوين.
اعتبرت روسيا الجبهة القوقازية ثانوية بالنسبة للجبهة الشرقية (الأوروبية). إذ وضعت روسيا أغلب قواها البشرية ومواردها في الجبهة الشرقية. كانت روسيا قد استولت على مدينة قارص من الأتراك في عام 1877 وخافت من التقدم العثماني في القوقاز بهدف استعادة قارص وميناء باطوم. صرح وزير الخارجية الروسي سيرجي سازونوف في اجتماع مع السفير البريطاني جورج بوكانان والسفير الفرنسي موريس باليولوج في مارس 1915 أن التسوية الدائمة بعد الحرب تتطلب الاستحواذ الروسي الكامل على القسطنطينية (عاصمة الإمبراطورية العثمانية) ومضيق البوسفور والدردنيل، وبحر مرمرة، وجنوب تراقيا حتى خط إينوس ميديا، وأجزاء من ساحل البحر الأسود في الأناضول بين مضيق البوسفور ونهر سكاريا ونقطة غير محددة بالقرب من خليج إزميد. خطط النظام القيصري الروسي لتوطين المستوطنين القوزاق الأكثر موثوقية بدلًا السكان المسلمين في شمال الأناضول واسطنبول.
عمل البريطانيون مع القوات الثورية الروسية لمنع هدف أنور باشا المتمثل في إقامة منطقة مستقلة في القوقاز. كانت شركة النفط الأنجلو فارسية عقبة تقف في المسار المقترح للطموحات العثمانية، وامتلكت الحقوق الحصرية للعمل في حقول النفط في جميع أنحاء الإمبراطورية الفارسية باستثناء محافظات أذربيجان، وغيلان، ومازندران، أصدراباد وخراسان. تعاقدت الحكومة البريطانية قبل الحرب في عام 1914 مع الشركة لتزويد البحرية بالوقود النفطي.

## القوات

### العثمانيون
كان للعثمانيين جيش واحد متمركز في المنطقة وهو الجيش الثالث. وفي عام 1916 أرسلوا تعزيزات وشكلوا الجيش الثاني. تراوحت القوات المشتركة للعثمانيين في بداية النزاع بين 100000 و190000 رجل. أغلبهم كانوا مجهزين بشكل سيّئ.

### الروسيون
تمركز الجيش القوقازي الروسي التابع لروسيا قبل الحرب، إذ وُجد 100,000 رجل تحت القيادة الاسمية للحاكم العام لمنطقة القوقاز إيلاريون فورونتسوف داشكوف. وكان القائد الفعلي هو رئيس أركانه الجنرال نيكولاي يودينيش. كان على الروس في بداية الحملة القوقازية إعادة نشر ما يقرب من نصف قواتهم في الجبهة البروسية؛ بسبب الهزائم في معركتي تاننبرغ وبحيرات ماسوريان، تاركين وراءهم 60 ألف جندي فقط. برغم ذلك نال هذا الجيش الكثير من الدعم الأرمني. إذ امتلك من الجنرالات الأرمن نزاربيكوف وسيليكيان وبيروموف الذين بقوا في القوقاز. تبعثر الجيش القوقازي الروسي في عام 1917 عندما فر الحشد الروسي النظامي من خط المواجهة بعد الثورة. بحلول عام 1917، كان هناك ما بين 110,000 و120,000 جندي من أصل أرمني بعدما تفكك جيش القوقاز الروسي. اقترب هذا العدد من نحو 150,000 لإجمالي الأرمن (بمن في ذلك المنضمين لقوات الحلفاء الأخرى) الموجودين في الشرق الأدنى حيث حاربوا القوات العثمانية.

### الأرمينيون
أُنشئت وحدات المتطوعين الأرمن تحت القوات المسلحة الروسية في صيف عام 1914. أُسست في البداية بصفتها وحدات منفصلة (بدلاً من كونها جزءًا من القيادة القوقازية الروسية) تحت النيابة القوقازية. قاد هذه القوات أندرانيك أوزانيان. وكان من بين القادة الآخرين دراستامات كانيان، وهامازاسب سرواندزیان، وآرشاك كاوافيان، وساركيس مهرابيان. أيضًا انضم الممثل العثماني كاركين باسدرماجیان (أرمين غارو) لهذه القوة. كان لديهم في البداية 20 ألف رجل، لكن قيل إن عددهم زاد خلال النزاعات. قرر نيكولاي يودنيتش في نهاية عام 1916 إما دمج هذه الوحدات تحت الجيش القوقازي الروسي أو تفكيكها.
قادت حركة التحرير الوطني الأرمنية الفدائيين الأرمن خلال هذه الصراعات. تنظمت هذه القوات المدنية بشكل عام حول قادة مشهورين مثل مراد سبسطية. أُشير إليها عامةً باسم الفصائل العصابية الأرمنية. أعلن بوغوس نوبار رئيس الجمعية الوطنية الأرمنية لمؤتمر باريس للسلام 1919 أنهم رافقوا الوحدات الأرمنية الرئيسة. نُظم الخط الدفاعي الروسي من فان إلى أرزينجان من خلال هذه الوحدات.
أنشأ حزب طاشناق التابع لحركة التحرير الوطني الأرمنية قوة عسكرية في ديسمبر 1917 من خلال المؤتمر الأرمني لأرمن الشرق. أعادت الحركة تنظيم نفسها تحت قيادة الجنرال توماس نازاربيكيان. وعُين دراستامات كانايان مفوضًا مدنيًا. كان لخط المواجهة ثلاثة أقسام رئيسة: موفيس سيليكيان وأندرانيك أوزانيان وميخائيل أريشيان. كانت هناك وحدة عادية أخرى تحت قيادة العقيد كورغانيان. تم تنظيم الخط من فان إلى أرزينجان من خلال هذه الوحدات. ذُكر أن أندرانيك امتلك 150,000 رجل تحت أمرته. أصبح نزاربيكيان أول قائد للقوات الأرمنية بأكملها بعد إعلان جمهورية أرمينيا الأولى.
بلغ عدد الجيش الوطني الأرميني (الذي تكون من 17000 جندي روسي سابق يزيد عليهم 4000 متطوع محلي) بحلول بداية عام 1918 حوالي 20,000 من المشاة و1000 من سلاح الفرسان، وفقا لآلين وموراتوف. على عكس الرأي التركي الأولي، كانت القوة الأرمينية في الحقيقة مجهزة ومدرّبة بشكل جيد. تكونت المشاة من جنود مخضرمين في وحدات دروزيني التي حاربت إلى جانب الروس مدة أربع سنوات تقريبًا، وسُمح للأرمن باستعادة أفضل المعدات التي خلفها الجيش الروسي المتفكك. تشير التقديرات البديلة التي قدمها الجيش العثماني إلى أن الجيش الأرمني بلغ عدده 50,000 رجل بحلول بداية عام 1918، في حين قسمت مصادر ما بعد الحرب الروسية قوة أرمينيا إلى قسمين من حملة البنادق المخضرمين وثلاثة ألوية من المتطوعين ولواء واحد من سلاح الفرسان.

### آخرين
عُيّن ليونيل دونسترفيل في عام 1917 لقيادة قوة الحلفاء التي يقل عددها عن 1000 جندي أسترالي وبريطاني وكندي ونيوزيلندي، مصحوبين بسيارات مصفحة.

## معرض صور

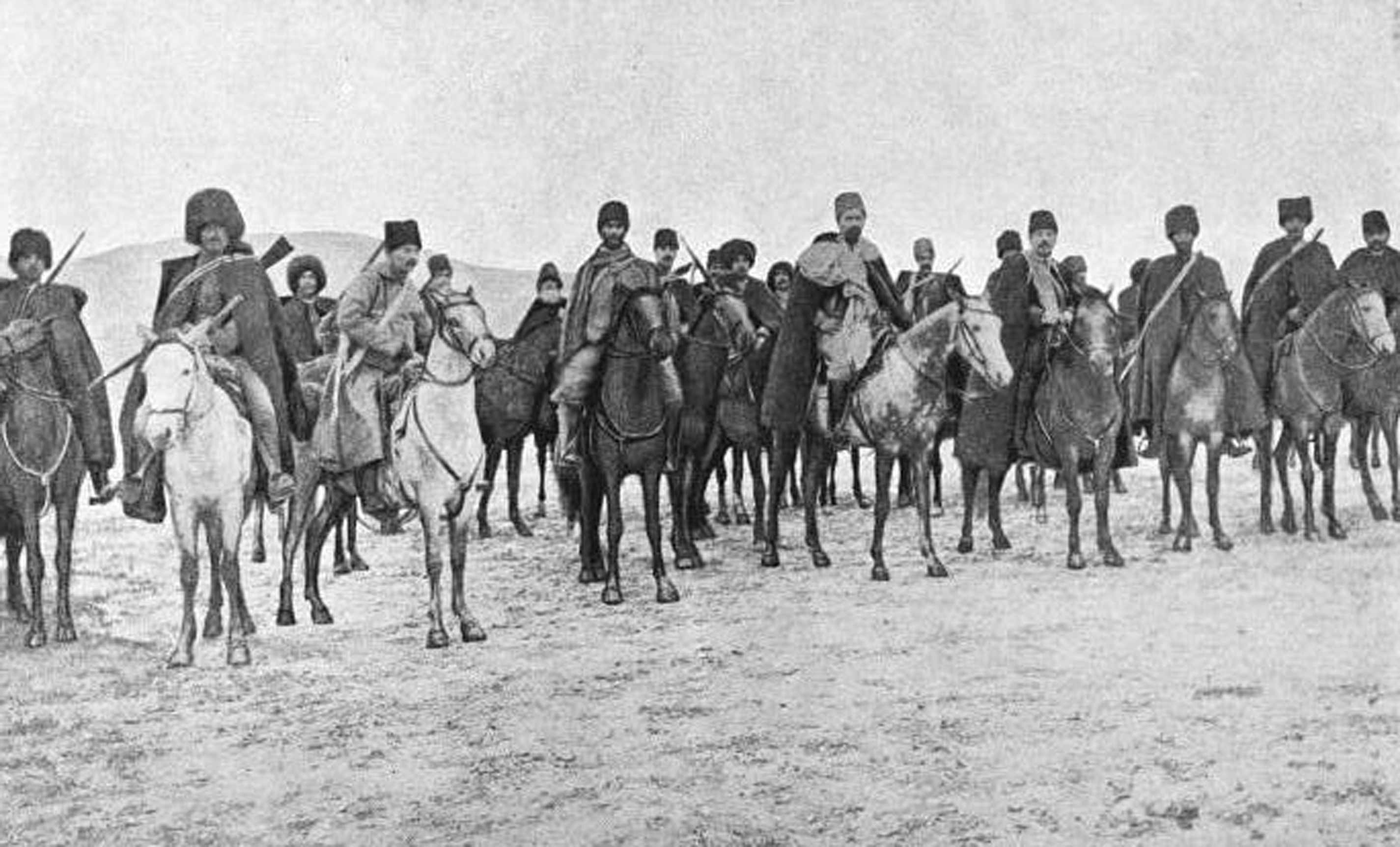
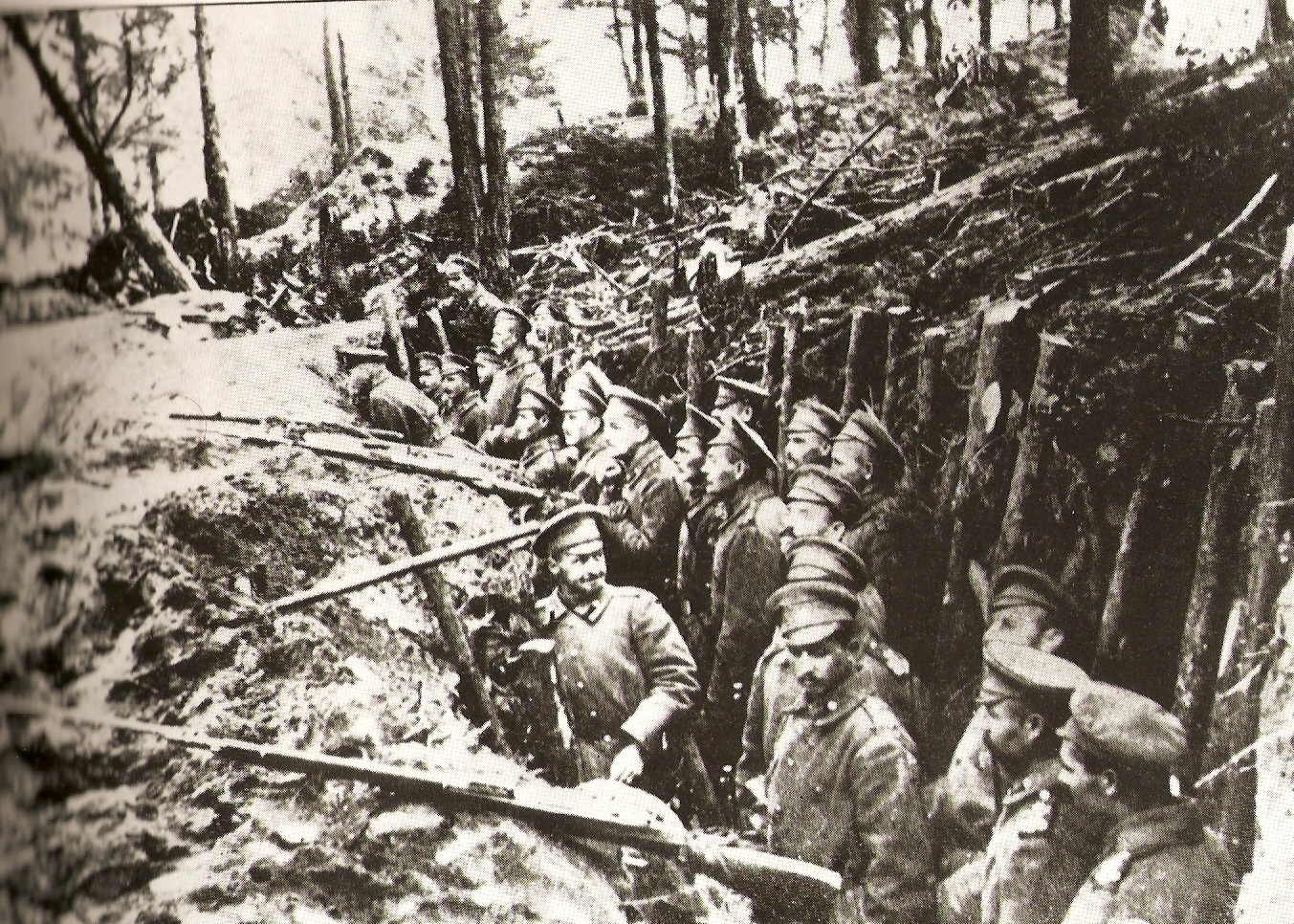
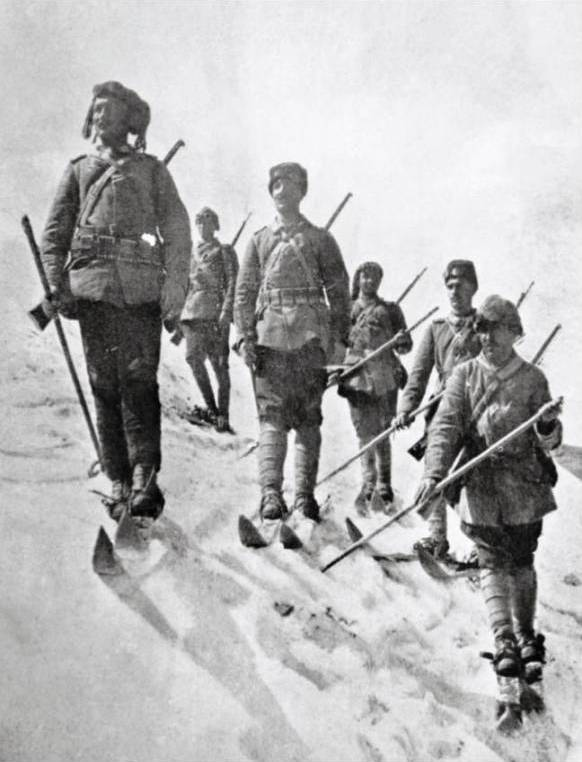
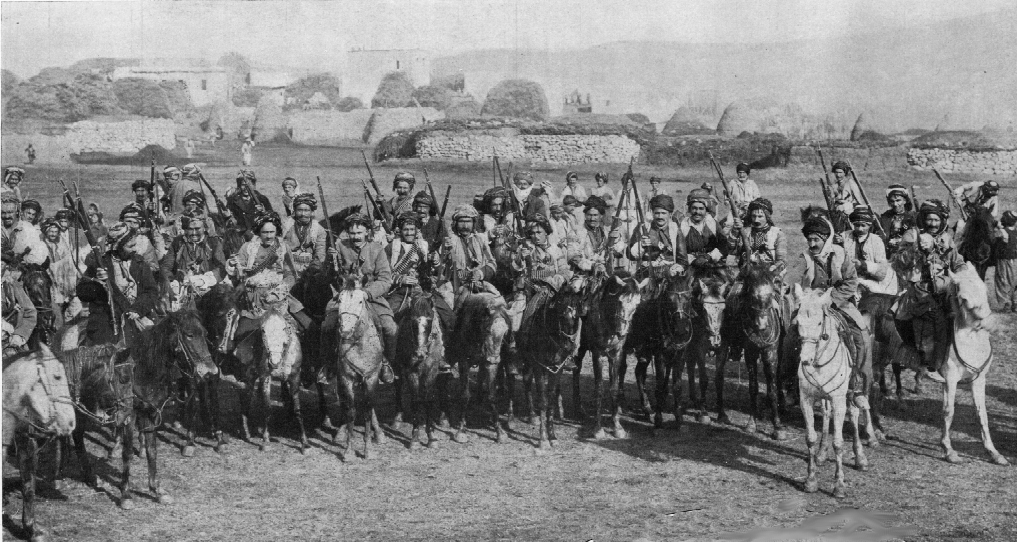